# Erecabia hartmanni
Erecabia hartmanni is een hooiwagen uit de familie Assamiidae.